# Alpes Cárnicos
Os Alpes Cárnicos são uma secção da cadeira montanhosa dos Alpes. Seu ponto mais alto é o Monte Coglians com 2.780 metros de altitude.

## Nome e designação
O seu nome provém da província romana de Cárnia, cujo nome tem provavelmente origem celta.
As montanhas deram o nome à idade geológica conhecida como Carniano.

## Divisão tradicional
Os Alpes Cárnicos eram uma das divisões tradicionais da partição dos Alpes adoptada em 1926 em 1926 pelo IX Congresso Geográfico Italiano com o fim de normalizar a sua divisão em Alpes Ocidentais, Alpes Centrais e dos Alpes Orientais, aos quis pertenciam.

## SOIUSA
A Subdivisão Orográfica Internacional Unificada do Sistema Alpesno (SOIUSA) dividiu em 2005 os Alpes em duas grandesPartes: Alpes Ocidentais e Alpes Orientais, separados pela linha formada pelo  Rio Reno - Passo de Spluga - Lago de Como - Lago de Lecco.
A secção alpina dos Alpes Cárnicos e de Gail é formada pelos Alpes Cárnicos, os Alpes de Gail e os Pré-Alpes Cárnicos.

### Classificação  SOIUSA
Segundo a SOIUSA este acidente geográfico é uma Secção alpina  com as seguintes características:
- Parte = Alpes Orientais
- Grande sector alpino = Alpes Orientais-Sul
- Secção alpina = Alpes Cárnicos e de Gail
- Sub-secção alpina = Alpes Cárnicos
- Código = II/C-33.I

## Imagens

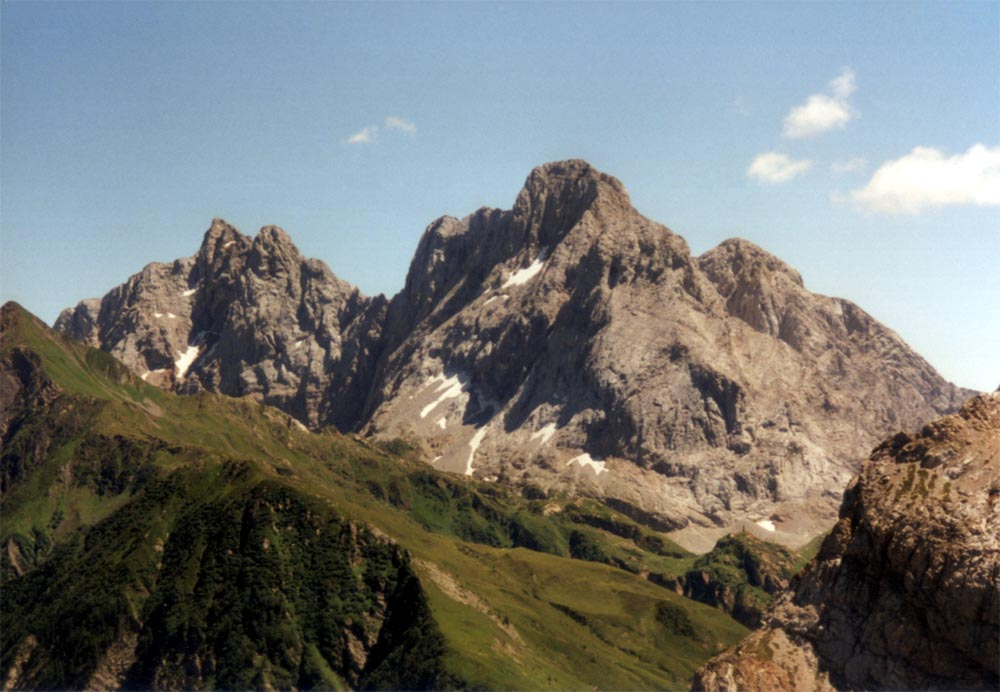
O vertente austríaco de Monte Coglians